# Pentapolitana
Pentapolitana (jiné názvy: Pentapolis, Pětiměstí; latinsky Quinque liberae regiaeque civitetas partium superiorium) byl městský svaz, sdružení pěti nejvýznamnějších hornouherských svobodných královských měst (Košice, Levoča, Bardejov, Prešov a Sabinov). V popředí tohoto spojenectví stály převážně obchodně-ekonomické zájmy členských měst. Pentapolitana hrála významnou roli zejména v tranzitním obchodě, protože v daném regionu se křižovaly staré tranzitní cesty ve směru jih–sever a západ–východ.

## Dějiny městského svazu
První písemnou zmínkou o svazku je záznam ze shromáždění všech pěti míst v Košicích v roce 1412. Mimo jiné se zde delegáti dohodli na společném postupu proti provinilcům, resp. dlužníkům. Ze záznamu vyplývá, že schůze členských měst se konaly již před tímto rokem. Město Sabinov se přidružilo k spolku natrvalo od 80. let 15. století i na přímluvu krále. Ačkoli mělo malý počet obyvatel, právně bylo rovnocenné (převzalo košické městské právo) a opevněné. Až od poloviny 17. století města k sobě přibrala i Kežmarok, s nímž byla Levoča ve stoletém sporu o právo skladu. Z Pětiměstí se tak v jeho závěrečné fázi stalo Šestiměstí. 
Vedoucí postavení v tomto sdružení měly Košice, kde se nejčastěji konaly pravidelné porady zástupců měst. Služby Pentapolitany a její výborné zahraniční kontakty využíval i panovník, královské úřady a velmoži. Politický i hospodářský význam Pentapolitany vzrostl po bitvě u Moháče (1526). V roce 1549 přijala tato města v rámci šíření reformace společné vyznání, tzv. Confessio Pentapolitana, ve kterém se přihlásila k evangelického církvi augsburského vyznání. Text konfese připravil Bardejovský humanistický myslitel Leonard Stöckel. Městské svazy i Pentapolitana zanikly počátkem druhé poloviny 19. století v období Bachova absolutismu.

## Fungování městského svazu
Vrcholným orgánem samosprávy Pentapolitany bylo shromáždění delegátů, které mělo v hospodářské oblasti řemeslné výroby a cechů roli celokrajského regulátora – sněmu. Jeho usnesení se týkala všech měst a tržních osad v kraji, tedy i důlních a zeměpanských. Shromáždění rozhodovalo, zda se má, nebo nemá svolat celokrajský sněm některého řemesla. Často si shromáždění přivlastňovalo i právo udělovat cechovní artikuly, řešit spory mezi cechy a mistry, kontrolovat dílny, zasahovat do vnitřního života a soudnictví cechů, do vztahu cechů k metropolitnímu cechu, omezovat nákladnost v ošacování a hostinách jednotlivých vrstev měšťanů a podobně. Na shromáždění Pentapolitany také záviselo svolávání celokrajských schůzí kněží nebo církevní synody do některého města. 
Právo svolat shromáždění mělo každé z pěti měst, pokud se o místě dohodlo s alespoň jedním sousedícím členem. K naléhavým důvodům svolání patřila nová královské opatření, zprávy z ciziny, zprávy o válce nebo hrozícím útoku zbojníků, konflikty a násilí úřadů a šlechty, požadavky hornouherského kapitána, Královské komory, resp. Spišské komory. Dalšími důvody svolání byly přírodní katastrofa, dar a účast na královské svatbě či korunovaci, slavnost uvedení do nejvyšších hodností v kraji a zemi, vyslání poselství do ciziny, na sněm, dvůr, ochranný doprovod avizované karavaně kupců, peníze na podplacení celníků, hodnostářů apod.
Pentapolitana měla dobře vypracovaný systém zpravodajství. Poštu doručovali kurýři – běžci, doručený list muselo dotyčné město odepsat a co nejrychleji odeslat sousednímu městu ve směru Košice–Prešov–Bardejov–Sabinov–Levoča, resp. Levoča–Košice, Levoča–Prešov a podobně. Jejich kontakty se zahraničím byly všeobecně známy a využíval jich i panovník, královské úřady a důležití šlechtici. 
Pentapolitana byla respektovaným stavovským orgánem měšťanů. Král, hornouhorskýh kapitán, hrabě Spišské komory, domácí i zahraniční města a knížata se často obraceli jen na jedno z měst (nejčastěji Košice) s tím, aby už dále informovalo ostatní města. Společně se svazu ukládaly i povinnosti, vyslání žoldáků, kontribuce, výzbroj, peněžité dávky a pod. Takové povinné výdaje, ale i výdaje reprezentační (delegace, dary, pohoštění) dělila si členská města podle starého zvyku v poměru:
- 1/3 Košice
- 1/4 Levoča
- ze zbytku 2/5 Bardejov a Prešov a 1/5 Sabinov

V případě vzniku sporů mezi jednotlivými městy konala se dílčí zasedání. Tak tomu bylo během sporu s Košicemi pro nepropouštění vín, s Bardejovem kvůli bělení tkanin v Prešově (monopol měly Bardejov a Košice), s Levočou pro odpírání poslušnosti košickým metropolitním cechům. Navzdory zmíněným konfliktům bylo společenství soudržným svazem a po každém takovém konfliktu se shrnul program obnovy konkordát (concordia – tak samo sebe označovalo společenství). V roce 1571 byly dohodnuty tyto body, které charakterizují atmosféru doby:
- obnovit starou konkordaci měst
- společný postup ve věcech ztráty, na dotazy v té věci dá město městu odpověď
- na požadavek císařských velitelů neodpoví žádné město bez porady s ostatními městy
- oponovat skladu v Humenném a Stropkově
- zachovávat košické míry a váhy
- když komora limituje vysoce císařské třicátky, požádá se jeho veličenstvo o snížení
- nedovolit obchod tureckým kupcům, mají nakupovat od měst
- ohledně mýtného, městům nebudou ukládat
- ohledně obchodu s vínem, městům je zakázán a cizí obchodují i dole pod Košicemi
- ohledně řemeslníků na poutích, jedno město druhému má ponechat zcela svobodné jarmarky
- ohledně řemeslníků, že od nich šlechta pobírá vysoké poplatky, zasadit se hrozbou represí na svých poutích
- na vesnicích (městech) netrpět pobuřovače
- jedno město nemá druhému škodit, když se ubírají do otevřených tržních osad, ale se podporovat
- přidržovat se věrně a pilně německé řeči ve městech
- držet se usnesení ohledně požadavků Spišské komory, které zatěžují města, zda se nepodá odvolání
- oponovat skladu při Magocziho klášteře v Lechnici
- rehabilitovat dávný svazek ctihodných měst vůči sobě ohledně provinilců
- Moravanům a Liptákům bránit, aby svá sukna měřili na našich poutích na lokty
- ať se jedno město vůči druhému, zejména v malichernostech nestaví příliš tvrdě, ale jedno druhému povolí a ustoupí
- ohledně místa a času k požadavku Jeho Veličenstva ujmout se i strany jiných měst a znovu se dostavit do Košic po Velikonocích

Poslední bod odkazoval na města Svazu hornouhorských báňských měst, do kterého patřily (v hodnostním pořadí) Gelnica, Smolník, Rudabánya, Jasov, Telkibánya, Rožňava a Spišská Nová Ves. Společenství Sedmi báňských měst s Pentapolitanou úzce spolupracovalo ve vojenských záležitostech. Tato města se také finančně podílela na vylepšování košického městského opevnění. Ve věcech řemesel a cechů byl báňským městům odvolací instancí metropolitní cech v Košicích, resp. shromáždění Pentapolitany.